# Igralec (umetnik)
Igralec je umetnik, ki deluje v okviru gledališča (gledališki igralec), filma (filmski igralec) in televizije (televizijski igralec).
Obstajajo še druge kategorije igralcev: otroški igralec, glasovni igralec, lutkovni igralec-animator, porno igralec ...